# Власта (журнал)
«Власта» (чеш. Vlasta) — чешский еженедельный женский журнал. Редакция журнала находится в Праге. Назван в честь женщины-воительницы из старочешской легенды.

## История
Основан в 1947 году Миладой Гораковой. На обложке первого номера были изображены президент Чехословакии Эдвард Бенеш и его жена Хана Бенеш. Журнал начинал выходить раз в две недели, теперь публикуется еженедельно.
При коммунистической власти «Власта» находилась под контролем государства и Союза чехословацких женщин. Одно из самых популярных изданий коммунистической эпохи в стране.
С конца 1960-х годов стал несколько менее зависим от влияния КПЧ. В этот период освещал статьи о феминизме, этот этап закончился в 1969 году, когда в условиях «нормализации» после подавления Пражской весны журнал подвергся строгой цензуре. «Власта» усилила направленность государства в отношении повышения рождаемости и уменьшения женского бремени формального труда и домашней работы. В соответствии с этим, журнал публиковал статьи против абортов в 1950-х и 1960-х годах.
В 1967 году было продано 630 000 экземпляров «Власты». В 1968 году журнал был вторым по величине тиражом после газеты «Rudé právo». В феврале 1968 года количество его страниц было увеличено с 16 до 32. Журнал пользовался большой популярностью до 1989 года. Затем его стала издавать частная компания.
По состоянию на 2006 год «Власта» описывалась как консервативный женский журнал, посвященный темам, связанным с ролью женщины как матери и супруги.
В журнале публикуются статьи, интересующие женщин — истории из реальной жизни, интервью, интересные вещи из мира моды, косметики, культуры, путешествий и развлечений, журнал также включает в себя кроссворды и телепрограмму на всю неделю.